# بارك يون جي
بارك يون جي (بالكورية: 박은지)‏ هي شخصية تلفزيونية وممثلة ومقدمة طقس سابقة كورية جنوبية. ولدت يوم 20 مايو 1983 في سول في كوريا الجنوبية.

## روابط خارجية
- بارك يون جي على موقع IMDb (الإنجليزية)
- بارك يون جي على موقع قاعدة بيانات الفيلم (الإنجليزية)